# WWE Judgment Day
Judgment Day (в переводе с англ. — «Судный день») — это PPV-шоу, которое проводило федерация рестлинга — WWE в 1998, 2000—2009 годах. В 2010 году заменило шоу WWE Over the Limit.

## Даты и места проведения
| Шоу                         | Дата            | Город                      | Место проведения | Главное событие | Прим.             |
| --------------------------- | --------------- | -------------------------- | ---------------- | --- | ----------------- |
| Judgment Day: In Your House | 18 октября 1998 | Розмонт, Иллинойс          | Розмонт Хорайзон | Гробовщик против Кейна за вакантное Чемпионство WWF, где Стив Остин специально приглашённый судья                                 | [ 1 ] [ 2 ] [ 3 ] |
| Judgment Day (2000)         | 21 мая 2000     | Луисвилл, Кентукки         | Фридом Холл      | Скала (ч) против Трипл Эйча в 60-минутном матче Железный Человек за Чемпионство WWF, где Шон Майклз специально приглашённый судья | [ 4 ] [ 5 ] [ 6 ] |
| Judgment Day (2001)         | 20 мая 2001     | Сакраменто, Калифорния     | ARCO Арена       | Стив Остин (ч) против Гробовщика в матче без дисквалификаций за Чемпионство WWF                                                   | [ 7 ] [ 8 ] [ 9 ] |
| Judgment Day (2002)         | 19 мая 2002     | Нашвилл, Теннесси          | Бриджстоун-арена | "Холливуд" Халк Хоган (ч) против Гробовщика за Неоспоримое Чемпионство WWE                                                        | [ 10 ] [ 11 ]     |
| Judgment Day (2003)         | 18 мая 2003     | Шарлотт, Северная Каролина | Колизей Шарлотт  | Брок Леснар (ч) против Биг Шоу в матче с носилками за Чемпионство WWE                                                             | [ 12 ] [ 13 ]     |
| Judgment Day (2004)         | 16 мая 2004     | Лос Анджелес, Калифорния   | Стейплз Центр    | Эдди Герреро (ч) против Джона Брэдшоу Лэйфилда в матче за Чемпионство WWE                                                         | [ 14 ]            |
| Judgment Day (2005)         | 22 мая 2005     | Миннеаполис, Миннесота     | Таргет-центр     | Джон Сина (ч) против Джона Брэдшоу Лэйфилда в матче I Quit за Чемпионство WWE                                                     | [ 15 ] [ 16 ]     |
| Judgment Day (2006)         | 21 мая 2006     | Финикс, Аризона            | ЮС Эйрвейс-центр | Рей Мистерио (ч) против Джона Брэдшоу Лэйфилда за Чемпионство мира в тяжёлом весе                                                 | [ 17 ]            |

## 2007
Judgment Day 2007 — PPV от WWE, которое прошло 20 мая 2007 года в Скоттрэйд-центр, Сент-Луис, Миссури, США.

### Матчи
| PreShow                          | Кейн победил Уильяма Ригала (с Дейвом Тэйлором)                                   | Одиночный матч                                       | Неизвестно |
| 1                                | Рик Флэр победил Карлито по подчинению                                            | Одиночный матч                                       | 15:34      |
| 2                                | Бобби Лэшли победил Команду Макмэхонов (Винс Макмэхон (с), Умага и Шейн Макмэхон) | Гандикап матч за титул чемпиона ECW                  | 01:13      |
| 3                                | СМ Панк победил Елжая Бурке                                                       | Одиночный матч                                       | 16:50      |
| 4                                | Рэнди Ортон победил Шона Майклза нокаутом                                         | Одиночный матч                                       | 04:32      |
| 5                                | Харди (Мэтт и Джефф) (с) победили Лэнса Кейда и Тревора Мердока                   | Командный матч за титулы Командных Чемпионов WWE     | 15:02      |
| 6                                | Эдж победил Батисту                                                               | Одиночный матч за титул чемпиона мира в тяжёлом весе | 10:37      |
| 7                                | МВП победил Криса Бенуа 2-0                                                       | Матч «Два из трёх фоллов» за титул чемпиона США      | 12:46      |
| 8                                | Джон Сина победил Великого Кали по подчинению                                     | Одиночный матч за титул чемпиона WWE                 | 08:15      |
| (c) — чемпион на момент поединка |                                                                                   |                                                      |            |

## 2008
Judgment Day 2008 — PPV от WWE, которое прошло 18 мая 2008 года в Скоттрэйд-центр, Сент-Луис, Миссури, США.

### Матчи
| PreShow                          | Хардкор Холли и Коди Роудс (с) победили Сантино Мареллу и Карлито | Командный матч за титулы Командных Чемпионов Мира              | Неизвестно |
| 1                                | Джон Сина победил Джона «Брэдшоу» Лэйфилда                        | Одиночный матч                                                 | 15:03      |
| 2                                | Миз и Джон Моррисон (с) победили Кейна и СМ Панка                 | Командный матч за титулы Командных Чемпионов WWE               | 07:12      |
| 3                                | Шон Майклз победил Криса Джерико                                  | Одиночный матч                                                 | 15:56      |
| 4                                | Микки Джеймс (с) победила Бет Финикс и Мелину                     | Матч «Тройная Угроза» за титул Чемпионки Женщин                | 04:41      |
| 5                                | Гробовщик победил Эджа                                            | Одиночный матч за вакантный титул чемпиона мира в тяжёлом весе | 16:15      |
| 6                                | Джефф Харди победил МВП                                           | Одиночный матч                                                 | 09:42      |
| 7                                | Triple H (с) победил Рэнди Ортона                                 | Матч в «Стальной Клетке» за титул чемпиона WWE                 | 21:11      |
| (c) — чемпион на момент поединка |                                                                   |                                                                |            |

## 2009
Judgment Day 2009 — PPV от WWE, которое прошло 17 мая 2009 года в Олстейт-арена, Роузмонт, Иллинойс, США.

### Матчи
| PreShow                          | Микки Джеймс победила Бет Финикс (с Розой Мендес)             | Одиночный матч                                             | Неизвестно |
| 1                                | Умага победил СМ Панка                                        | Одиночный матч                                             | 11:52      |
| 2                                | Кристиан (с) победил Джека Сваггера                           | Одиночный матч за титул чемпиона ECW                       | 09:33      |
| 3                                | Джон Моррисон (с) победил Шелтона Бенджамина (с Чарли Хаасом) | Одиночный матч                                             | 10:10      |
| 4                                | Рей Мистерио (с) победил Криса Джерико                        | Одиночный матч за титул интерконтинентального чемпиона WWE | 12:37      |
| 5                                | Батиста победил Рэнди Ортона (с) по дисквалификации           | Одиночный матч за титул чемпиона WWE                       | 14:44      |
| 6                                | Джон Сина победил Биг Шоу                                     | Одиночный матч                                             | 14:57      |
| 7                                | Эдж (с) победил Джеффа Харди                                  | Одиночный матч за титул чемпиона мира в тяжёлом весе       | 19:53      |
| (c) — чемпион на момент поединка |                                                               |                                                            |            |